# Миддлтон, Эдвард
Эдвард Эмпсон Миддлтон (англ. Edward Empson Middleton, 15 марта 1885, Рамсгит — 19 августа 1947) — английский и бельгийский шахматист.
Получил известность благодаря выступлениям в соревнованиях Гастингского ШК. В 1907 г. стал серебряным призером чемпионата клуба (разделил 1—2 места с Дж. С. Уотерменом), в 1915 г. победил в клубном чемпионате. Выступал за сборную клуба и сборную графства Суссекс.
В 1904—1905, 1906, 1913—1914 гг. проживал в Бельгии. Стал победителем неофициальных чемпионатов Бельгии 1905 и 1906 гг.. В 1905 г. выиграл матч у Кёнигса (будущего чемпиона страны).
Победитель побочного турнира чемпионата Великобритании 1913 г. (набрал 9 из 11 и разделил 1—2 места с А. Дж. Маккензи). Участник чемпионата Великобритании 1920 г.
Участник побочных соревнований нескольких сильных международных турниров.

## Основные спортивные результаты
| Год         | Город     | Соревнование                             | + | − | = | Результат | Место |
| ----------- | --------- | ---------------------------------------- | - | - | - | --------- | ----- |
| 1905        | Брюссель  | Чемпионат Бельгии                        |   |   |   |           | 1     |
|             | Брюссель  | Матч с Ф.-Х. Кёнигсом                    | 7 | 3 | 1 | 7½ : 3½   |       |
|             | Бармен    | Международный турнир (побочный турнир А) | 5 | 6 | 4 | 7 из 15   | 10    |
|             |           | Матч Суссекс — Кент (4-я доска)          |   |   |   |           |       |
| 1906        | Остенде   | Международный турнир (побочный турнир В) |   |   |   |           | [ 6 ] |
|             | Брюссель  | Чемпионат Бельгии                        |   |   |   |           | 1     |
| 1906 / 1907 | Гастингс  | Чемпионат Гастингского ШК                |   |   |   |           | 1—2   |
| 1907        | Остенде   | Международный турнир (турнир любителей)  |   |   |   |           |       |
| 1908        |           | Матч Суссекс — Гемпшир (3-я доска)       |   |   |   |           |       |
| 1913        | Челтенхем | Чемпионат Великобритании (major-open)    |   |   |   | 9 из 11   | 1—2   |
| 1915        | Гастингс  | Чемпионат Гастингского ШК                |   |   |   |           | 1     |
| 1920        | Эдинбург  | Чемпионат Великобритании                 | 3 | 7 | 1 | 3½ из 11  | 9—11  |
| 1922        | Лондон    | Чемпионат Лондонского ШК                 |   |   |   |           |       |